# Albert Kürzel
Albert Kürzel (* 15. November 1811 in Freiburg im Breisgau; † 27. Mai 1884 in Kloster Ettenheimmünster) war ein deutscher katholischer Pfarrer und Heimatforscher.
Albert Kürzel wurde am 9. September 1837 zum Priester geweiht. Er war zunächst Vikar in Bettmaringen, ab 1847 Pfarrer in Eschach und von 1851 bis 1865 in Gündelwangen.
Er beschäftigte sich mit heimatlicher Geschichtsforschung und war bekannt mit Joseph Bader. Zahlreiche Schriften entstanden vor allem in seinen letzten Jahren in Ettenheimmünster. Kürzel war Mitglied im Breisgau-Verein Schau-ins-Land und publizierte auch in dessen Zeitschrift Schau-ins-Land.

## Veröffentlichungen (Auswahl)
- Cardinal L. R. E. Rohan zu Ettenheim, Freiburg im Breisgau 1870 - 16 Seiten
- Die Benediktiner-Abtei Ettenheim-Münster: geschichtliche Beschreibung, Lahr 1870 (Reprint 1995) – 174 Seiten
- Die Stadt Ettenheim und ihre Umgebung. Geschichtlich beschrieben, Lahr 1883 - 92 Seiten
- Der Amts-Bezirk oder die ehemalige sanktblasische Reichsherrschaft Bondorf, Freiburg im Breisgau 1861 (online; PDF; 1,6 MB)

Zu seinen Schriften siehe auch Wikisource.